# 산 (1967년 영화)
"산"은 한국에서 제작된 신상옥 감독의 1967년 영화이다. 신영균 등이 주연으로 출연하였고 신상옥 등이 제작에 참여하였다.

## 출연

### 주연
- 신영균
- 최은희
- 김희갑

### 조연
- 나애심
- 전옥
- 양훈
- 이업동
- 최성호
- 김월성
- 윤일봉
- 나일

## 기타
- 조명: 마용천
- 음향효과: 심재훈
- 녹음: 유창국
- 미술: 정우택